# (4004) Listʹev
(4004) Listʹev ist ein Hauptgürtelasteroid, der am 16. September 1971 am Krim-Observatorium entdeckt wurde.
Der Asteroid wurde nach Wladislaw Nikolajewitsch Listjew (1957–1995) benannt, einem russischen Fernsehjournalisten der zum Opfer von Auftragsmördern wurde. Der Name wurde vom Institute of Theoretical Astronomy vorgeschlagen.